# 제39회 금마장
제39회 금마장은 2002년 11월 1일에 열린 시상식이다.

## 수상 및 후보

### 작품상
- 아름다운 시절 - 장초치 수상
- 남인사십 - 허안화
- 쓰리 - 진가신
- 할리우드 홍콩 - 프룻 첸
- 주화창 - 임화전

### 다큐멘터리상
- 산유다고

### 애니메이션상
- 맥두 이야기 - 원건도 수상

### 감독상
- 할리우드 홍콩 - 프룻 첸 수상
- 아름다운 시절 - 장초치
- 쓰리 - 진가신
- 주화창 - 임화전

### 남우주연상
- 쓰리 - 여명 수상
- 아름다운 시절 - 범식위
- 할리우드 홍콩 - 진영명
- 이도공간 - 장국영

### 여우주연상
- 디 아이 - 이심결 수상
- 남인사십 - 매염방
- 할리우드 홍콩 - 저우쉰
- 아좌안견도귀 - 정수문

### 남우조연상
- 상비 - 황추생 수상
- 아름다운 시절 - 고맹걸
- 삼방통화 - 단균호
- 더블 비전 - 데이빗 모스

### 여우조연상
- 남인사십 - 임가흔 수상
- 할리우드 홍콩 - 호혜문
- 로빈슨 표류기 - 양귀매
- 천하무쌍 - 자오웨이

### 신인배우상
- 남인사십 - 임가흔 수상
- 아름다운 시절 - 고맹걸
- 할리우드 홍콩 - 황우남
- 호욱 - 소흑

### 각본상
- 남인사십 - 안서 수상
- 아름다운 시절 - 장초치
- 할리우드 홍콩 - 프룻 첸
- 주화창 - 임화전

### 촬영상
- 쓰리 - 크리스토퍼 도일 수상
- 아름다운 시절 - Yi-ming Chang
- 할리우드 홍콩 - Sing-Pui O
- 암전 2 - 정비강

### 편집상
- 암전 2 - 나영창 수상
- 아름다운 시절 - 요경송
- 쓰리 - 광지량
- 할리우드 홍콩 - 전십팔

### 미술상
- 급아일척묘 - 고지소 수상
- 남인사십 - 만림중
- 할리우드 홍콩 - 왕세민
- 쓰리 - 해중문

### 액션감독상
- 암전 2 - 맹룡 수상
- 급타문일개기회 - 황명승
- 천하무쌍 - 반건군

### 영화음악상
- 몽환부락 - 부랑 외 수상
- 아름다운 시절 - 장예
- 할리우드 홍콩 - Wah-Chuen Lam 외
- 급아일척묘 - 정위걸

### 주제가상
- 세븐 일레븐에서의 사랑
- 아좌안견도귀
- 유령인간 2 - 귀미인간

### 분장/의상디자인상
- 할리우드 홍콩 - Jessie Dai 수상
- 남인사십 - 만림중
- 쓰리 - 오리로
- 천하무쌍 - 장숙평

### 시각효과상
- 디 아이 - Centro Digital Picture Ltd. 수상
- 암전 2 - 마문현
- 더블 비전 - 왕세위
- 상비 - 구정녕 외

### 음향효과상
- 할리우드 홍콩 - 요가문 수상
- 디 아이 - 옥사이드 팽
- 암전 2 - 탁보이
- 더블 비전 - 두독지

### 단편영화상
- 양개하천

### 평생공로상
- 랑웅 수상